# Xia Brookside
Xia Brookside (Leicester, 16 ottobre 1998) è una wrestler britannica attualmente sotto contratto con la Total Nonstop Action Wrestling.

## Carriera

### Circuito indipendente (2015-2018)
Xia Brookside è stata allenata da suo padre Robbie Brookside, Robbie Dynamite e Dean Allmark. Nel 2015, Xia Brookside fa il suo debutto sul ring per la All Star Wrestling facendo squadra con El Ligero battendo Kay Lee Ray e Sammy D. Nel febbraio 2016, la Brookside viene sconfitta in un three-way match per la Insane Championship Wrestling (ICW) valevole per il Women's Championship contro Kay Lee Ray e Carmel Jacob. Tre mesi più tardi, la Brookside prende parte alla Empress Pro Invitational organizzata dalla Empress Pro Wrestling dove ha sconfitto Toni Storm nelle semifinali e Kay Lee Ray nella finale del torneo. Il 26 giugno, Xia Brookside ha sconfitto Toni Storm diventando la nuova Pro Wrestling Ulster Women's champion. Nel 2017 ad un evento della Kamikaze Pro, la Brookside è stata sconfitta da Rosemary.
Nel 2016, Xia Brookside fa il suo debutto per la Revolution Pro Wrestling venendo sconfitta da Jinny Couture.
Nel 2017, Xia Brookside ha iniziato a lavorare per la promoter giapponese World Wonder Ring Stardom. Ha fatto il suo debutto in coppia con Mari Apache e Gabby Ortiz battendo Hiromi Mimura, Konami e Starlight Kid. Nel suo secondo match per la Stardom, la Brookside e Ortiz hanno sconfitto Natsuko Tora e Kaori Yoneyama appartenenti al Team Jungle. Durante il 5STAR Grand Prix, ha ottenuto due punti avendo la meglio su Kris Wolf.

### World Wrestling Entertainment (2018-presente)

#### Mae Young Classic(2018)
Il 20 luglio 2018, Xia Brookside viene annunciata come una delle trentadue concorrenti della seconda edizione del Mae Young Classic, dove è stata sconfitta al primo turno da Io Shirai il 26 settembre.

#### NXT UK(2018-2022)
Dopo aver preso parte al Mae Young Classic, viene annunciato che Xia Brookside ha firmato un contratto con la WWE, venendo assegnata nel territorio di sviluppo inglese di NXT UK. Xia Brookside effettua il suo debutto ufficiale nella puntata di NXT UK del 21 novembre, prendendo parte al torneo valevole per il nuovo NXT UK Women's Championship, dove viene sconfitta al primo turno da Rhea Ripley, stabilendosi come face. Nella puntata di NXT UK del 28 novembre, Xia e Millie McKenzie hanno sconfitto Charlie Morgan e Killer Kelly. Nella puntata di NXT UK del 12 dicembre, la Brookside è stata sconfitta da Jinny. Nella puntata di NXT UK del 9 gennaio 2019, Xia è stata sconfitta da Isla Dawn. Nella puntata di NXT UK del 6 febbraio, Xia ha sconfitto Candy Floss; a fine match, vengono entrambe attaccate da Rhea Ripley, raggiunta dalla campionessa Toni Storm che cerca di aiutare la Brookside ma collidono, permettendo alla Ripley di prevalere. Nella puntata di NXT UK del 27 marzo, la Brookside è stata sconfitta da Rhea Ripley. Nella puntata di NXT UK del 15 maggio, Xia Brookside affronta Killer Kelly in un match terminato in No Contest, quando intervengono Jinny e la debuttante Jazzy Gabert, le quali attaccano brutalmente Xia e Kelly. Nella puntata di NXT UK del 29 maggio, Xia afferma che Jinny ha bisogno di un braccio destro come Jazzy Gabert perché da sola non vale niente, dopodiché viene raggiunta da Isla Dawn che si offre di aiutarla. Nella puntata di NXT UK del 12 giugno, Xia e Isla Dawn sono state sconfitte da Jazzy Gabert e Jinny. Nella puntata di NXT UK del 19 giugno, Xia Brookside prende parte alla prima Women's UK Battle Royal dove la vincitrice avrebbe ottenuto un match titolato contro l'NXT UK Women's Champion Toni Storm, eliminando durante la contesa sia Jazzy Gabert e Jinny, ma viene poi eliminata per ultima da Kay Lee Ray. Nella puntata di NXT UK del 26 giugno, la Brookside ha sconfitto Killer Kelly. Nella puntata di NXT UK del 17 luglio, Xia è stata sconfitta da Jinny, a causa di un'interferenza di Jazzy Gabert. Nella puntata di NXT UK del 24 luglio la Brookside, Piper Niven e Toni Storm sono state sconfitte da Kay Lee Ray, Jazzy Gabert e Jinny. Nella puntata di NXT UK del 7 agosto, la Brookside e Piper Niven sono state sconfitte da Jazzy Gabert e Jinny, dopo che la Niven abbandona il ring a causa di un alterco fisico con Rhea Ripley, lasciando Xia in balia delle rivali. Nella puntata di NXT UK del 17 ottobre, Xia Brookside ha sconfitto Nina Samuels. Nella puntata di NXT UK del 14 novembre, la Brookside è stata sconfitta dalla NXT UK Women's Champion Kay Lee Ray in un match non titolato. Nella puntata di NXT UK del 2 aprile 2020, Xia fa il suo ritorno dopo circa cinque mesi sconfiggendo Amale. Nella puntata di NXT UK del 13 agosto, Xia ha sconfitto Nina Samuels; il match è stato registrato durante i tapings del 6 marzo, prima del lockdown della pandemia di COVID-19.

## Vita privata
Xia Brookside è la figlia del wrestler inglese e trainer di NXT Robbie Brookside.

## Titoli e riconoscimenti
Empress Pro Wrestling
- Empress Pro Invitational (2016)

International Pro Wrestling: United Kingdom
- IPW:UK Women's Championship (1)

Pro Wrestling Illustrated
- 91ª tra le 100 wrestler singole nella PWI Female 50 (2019)

Pro Wrestling Ulster
- PWU Women's Championship (1)

Rise Wrestling
- Up-and-Coming talent of the Year (2018)

Southside Wrestling Entertainment
- SWE Tag Team Championship (1) - con Sean Kustom